# Le Cow-boy des rues
Pour les articles homonymes, voir Cowboy.
Le Cow-boy des rues est le 3e épisode de la saison 19 de la série télévisée d'animation Les Simpson.

## Synopsis
Marge tente de coucher Maggie mais n'y parvient pas et fait appel à une association éducative. Maggie, à la suite de cela, devient trop indépendante et Marge se sent délaissée. Homer est envoyé chercher du lait pendant ce temps mais il n'y en a plus chez Moe ni chez Apu. Alors il roule toute la nuit jusqu'à ce qu'il trouve une ville, Guidopolis, qui possède tout ce qu'il désire. Sa voiture est accidentellement remorquée par un dépanneur du nom de Louie qui décide de lui apprendre son métier. Seulement Homer va s'avérer un très bon dépanneur tant et si bien que le reste de la ville décide de lui donner une leçon, sans savoir que l'absence d'Homer causera des problèmes…